# Chrześcijańskie malarstwo nubijskie

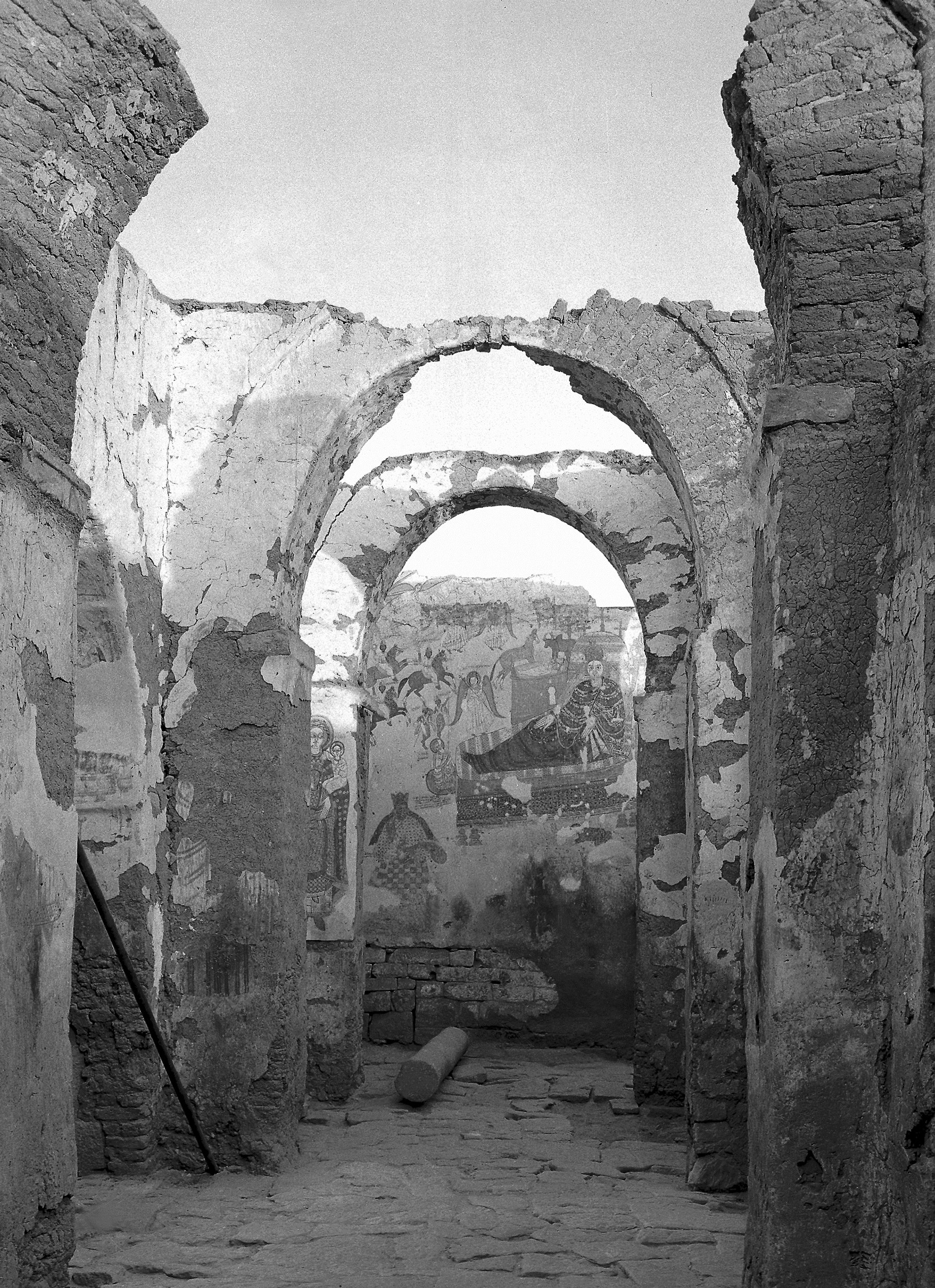
Przedstawienie Bożego Narodzenia w katedrze w Faras

Chrześcijańskie malarstwo nubijskie – malarstwo ścienne na terenie Nubii, rozwijające się między VI a XIV wiekiem, prezentujące ikonografię chrześcijańską.

## Zasięg i chronologia

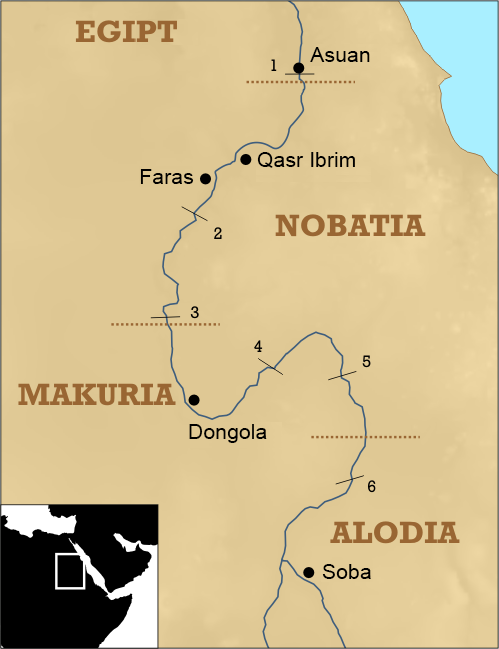
Usytuowanie wybranych stanowisk archeologicznych, z których pochodzą malowidła reprezentujące chrześcijańską sztukę nubijską

Dokumenty pisane i świadectwa archeologiczne potwierdzają proces stopniowego przenikania chrześcijaństwa na tereny na południe od I katarakty już ok. III i IV wieku. Jednakowoż królestwo Makurii przyjęło chrzest dopiero w połowie VI wieku z rąk misjonarzy bizantyjskich. Według Stefana Jakobielskiego chrzest mógł mieć miejsce ok. 570 roku, a dokonała go misja melkicka wysłana przez Justyniana Wielkiego. Sto lat później Makuria połączyła się z graniczącą od północy Nobadią. Władcy Alodii, terytorium położonego na południe od Makurii, przyjęli chrzest pod koniec VI wieku. Chrystianizacja przeprowadzona przez Cesarstwo Bizantyńskie została opisana przez Prokopiusza z Cezarei i Jana z Efezu. W okresie od VI–VII wieku do XIV wieku (momentu podboju arabskiego) na terenach tych dominowało chrześcijaństwo i związane z nim formy artystyczne.
Sztukę i architekturę Nubii dzieli się zwyczajowo na trzy okresy: wczesny (VII–IX wiek), klasyczny (IX–XII wiek, odejście od maniery z okresu wcześniejszego, rozkwit malarski i większa swoboda) oraz późny (XIII–XIV wiek). Okres wczesny charakteryzował się brakiem teologicznych cyklów obrazowych, prostymi kompozycjami o hieratycznym układzie, płaskich i rozproszonych fakturach, ornament występował sporadycznie. W okresie klasycznym nastąpiło odejście od dotychczasowej maniery, rozkwit malarski i większa swoboda twórcza. W malarstwie pojawiły się rozbudowane programy ikonograficzne. Wzorce bizantyjskie uległy przetworzeniu, co sprawiło, że wykształcił się lokalny charakter sztuki. W okresie późnym obserwuje się dążenie do syntetyzowania i upraszczania form, pojawiły się też inspiracje sztuką arabską – przede wszystkim bogate ornamenty.
Innym rodzajem kategoryzacji malarstwa nubijskiego jest podział oparty na opracowaniach malowideł z katedry w Faras, w którym wyróżnia się: styl fioletu (VIII wiek, przykładem jest św. Anna z Faras), styl żółto-czerwony (pierwsza połowa X wieku, reprezentowany przez wizerunek archanioła Michała) i styl wielokolorowy (koniec X i początek XI wieku, przykładem są przedstawienia biskupów, zwłaszcza Marianosa). Wyróżnienie trzech etapów dotyczy użycia i dominacji określonych barw, od których poszczególne fazy zostały nazwane. Podział służy przede wszystkim datowaniu – pozwala na ustalenie precyzyjnej chronologii stanowisk archeologicznych na podstawie badania scen malarskich.
Chrześcijańskie malowidła nubijskie są nierozerwalnie związane z architekturą. Przedstawienia malarskie odkrywano przede wszystkim w obiektach sakralnych i kościołach na terenie Makurii i Nobadii (materiały z terenu Alodii są bardzo skąpe), na stanowiskach archeologicznych: Faras, Stara Dongola, Wadi es-Sebua, Tamit, Abdallah Nirqi, Abu Oda, Abd el-Gadir, Sonqi Tino, Kulubnarti, Banganarti i Qasr Ibrim.

## Techniki malarskie
Dominującą techniką używaną przez Nubijczyków była technika al secco, polichromii ściennej, polegającej na bezpośrednim kładzeniu farby na ścianę, bez łączenia pigmentów z zaprawą naścienną. Stosowane były pigmenty pochodzenia naturalnego, m.in. tlenki żelaza pozwalające otrzymać ciepłe, żółtawo-brązowe kolory; związki miedzi umożliwiające pozyskanie barw ciemno-brązowych, zielonych, czarnych; cenny lazuryt, z którego otrzymywano barwę błękitną.

## Repertuar ikonograficzny
Malowidła początkowo występowały przede wszystkim we wtórnie przystosowanych na potrzeby kościoła chrześcijańskiego świątyniach pogańskich, kościołach chrześcijańskich oraz wznoszonych w VII wieku obiektach sakralnych.

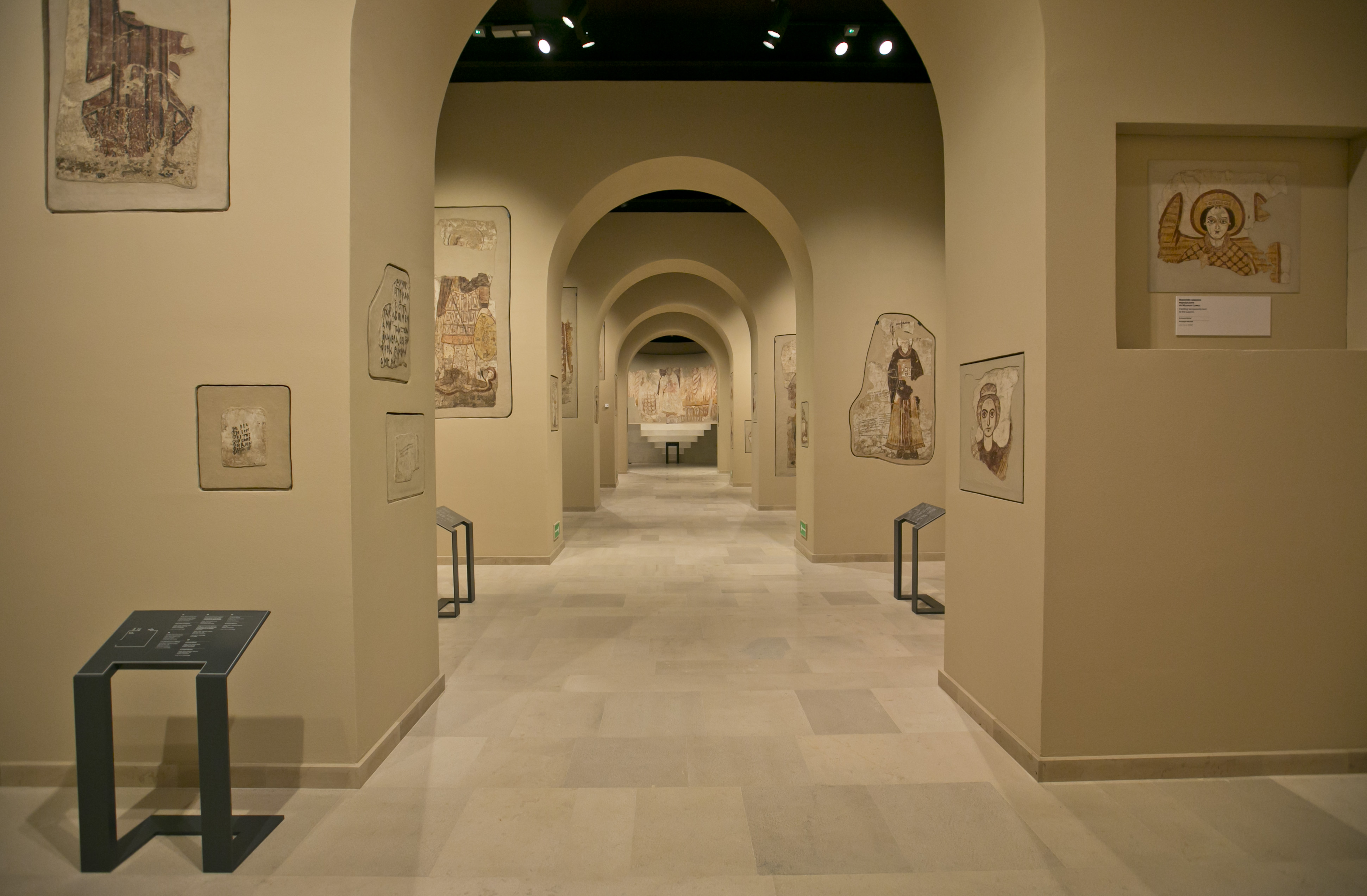
Przetransferowane z Faras malowidła są obecnie prezentowane w Galerii Faras im. profesora Kazimierza Michałowskiego w Muzeum Narodowym w Warszawie, w ekspozycji częściowo oddającej ich rozmieszczenie w katedrze

Forma bazylikalna, typowa dla nowo wznoszonych obiektów w znaczący sposób wpłynęła na kształtowanie programu ikonograficznego, będącego pod silnym wpływem wzorców bizantyjskich. Wiodącym typem architektonicznym stała się, już we wczesnym okresie, popularna w całym świecie chrześcijańskim forma bazyliki o trzech lub pięciu nawach, z narteksem (przedsionkiem, często z klatką schodową w rejestrze południowo-zachodnim) od strony zachodniej i prezbiterium zakończonym półkoliście od strony wschodniej. Absyda była otoczona przez pastoforia (zakrystie), z reguły połączone wąskim przejściem. Do naw bocznych przylegały kaplice dedykowane świętym bądź związane z darczyńcami kościoła.
Drugim planem architektonicznym powszechnie występującym w większych ośrodkach był plan centralny (plan krzyża). Dekoracja malarska kościoła była ściśle związana z formą architektoniczną i tradycją liturgiczną, stąd też określone typy przedstawień miały swoje stałe miejsce w poszczególnych partiach kościołów.
Chrześcijańskie malarstwo nubijskie w okresie wczesnym cechowało się niewielkim zainteresowaniem wielkimi cyklami teologicznymi, np. obrazującymi Nowy lub Stary Testament. Sceny pochodzące z Pisma Świętego są raczej sporadyczne. Dużo większą popularnością cieszyły się pojedyncze, frontalne przedstawienia Chrystusa, Matki Boskiej, aniołów i archaniołów, świętych, a także donatorów z opiekunami. Nieznaczny rozwój malarskich scen ze Starego i Nowego Testamentu przypada na okres klasyczny, tj. od ok. X wieku, pojawiły się wtedy przedstawienia Chrztu Chrystusa, Historii Balaama, Uzdrowienia ślepego przy sadzawce Siloam. Z Faras i Starej Dongoli są ponadto znane cykle narracyjne. Bardzo popularne od okresu wczesnego, ze szczególnym natężeniem występowania w okresie klasycznym, są sceny z nubijskimi patronami, świeckimi, którzy oddają się pod opiekę świętym.
Dominujące typy ikonograficzne – dogmatyczno-liturgiczne – pojawiają się w Nubii pod wpływem sztuki z Egiptu. Ponadto tylko w Nubii i Egipcie występują kompozycje dwustrefowe, składające się z dwóch przedstawień ikonograficznych, które są oddzielane dekoracyjnym pasem zwanym dado.

### Typy przedstawień

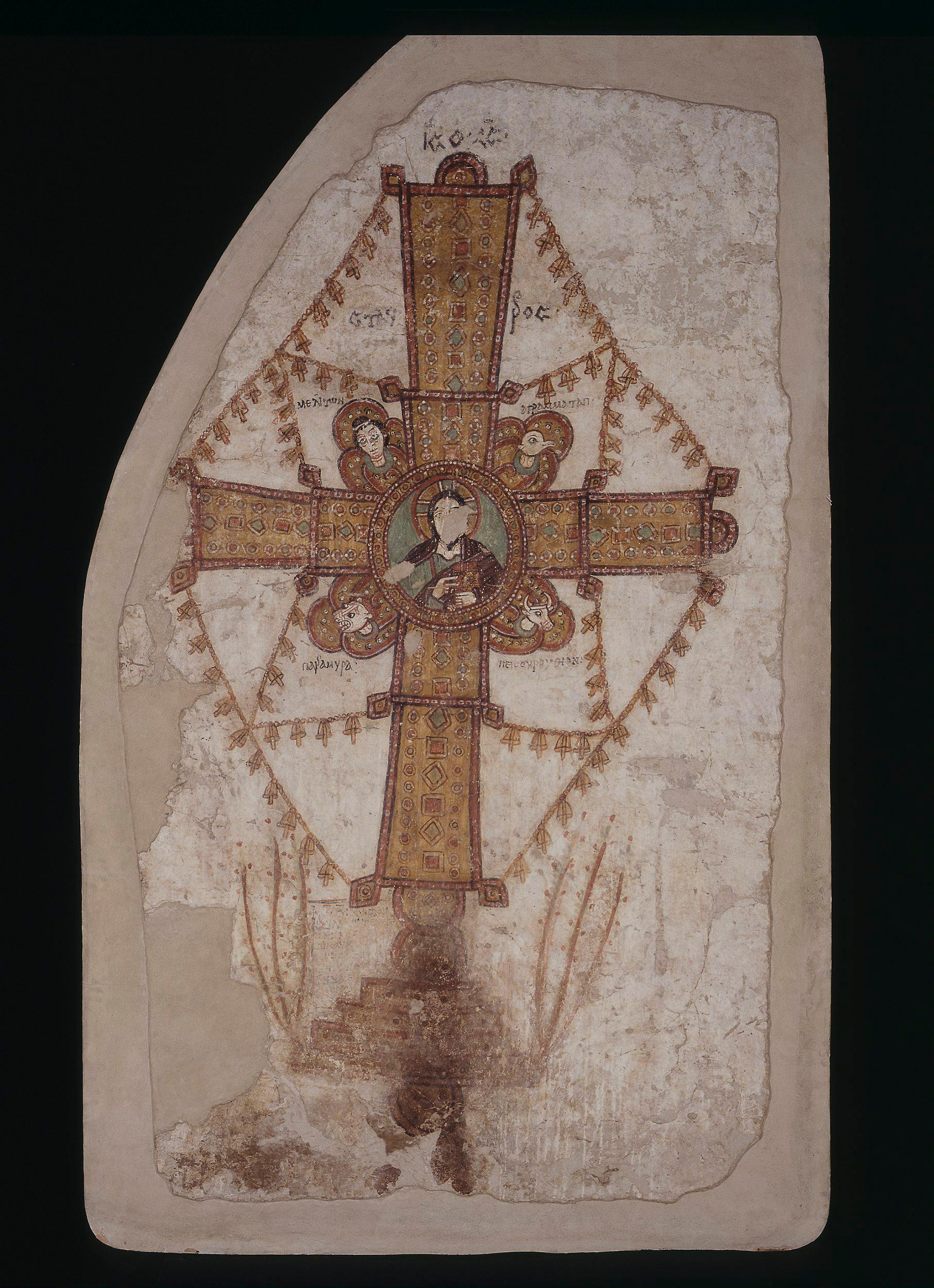
Przedstawienie w typie Maiestas Crucis, malowidło z Faras

- Chrystus tronujący na majestacie pośród Czterech Istot Żyjących (Maiestas Domini) – wizerunek lokowany na sklepieniu absydy[9]; przedstawienie o głębokiej treści teologicznej opartej na wierze w teofanię (objawienie się) i obecność Chrystusa podczas Eucharystii[11], występujące w wariancie wpisanym w krzyż – Chrystus wyobrażony w centrum krzyża, z czterech stron otoczony przez Cztery Istoty Żyjące (Maiestas Crucis)
- Matka Boska stojąca lub tronująca, czasami w typie zbliżonym do Hodegetrii, otoczona z dwóch stron przez apostołów – przedstawienie sytuowane najczęściej w absydzie, poniżej sceny z Chrystusem
- Matka Boska z Dzieciątkiem w typie zbliżonym do bizantyjskiej Hodegetria lub Galaktotrophusa – karmiąca – w przypadku zespołu klasztornego w Dongoli, wizerunek znajdujący się w tzw. Aneksie Południowo-Zachodnim
- Scena Bożego Narodzenia – umieszczana w północnej części kościoła
- Przedstawienie Trzech Młodzianków w Piecu Ognistym – przedstawienie lokowane w południowym sektorze kościoła; scena zaczerpnięta ze Starego Testamentu, z Księgi Daniela[12]
- Kompozycje protekcji[13] – wyobrażenie, w którym Nubijczyk odziany w odświętny, bogaty strój, trzymający insygnia swojej władzy jest od tyłu obejmowany przez zwykle znacznie większą postać świętego lub anioła, kładącego ręce na ramionach postaci świeckiej
- Przedstawienia królów – wizerunki królewskie umieszczane w sanktuarium oraz południowo-wschodniej i zachodniej części naosu
- Przedstawienia matek królewskich – wizerunki kobiet będących siostrami panującego władcy i matkami przyszłego króla, ukazywane w scenach protekcji, w których opiekuje się nimi archanioł, często też w towarzystwie przedstawień maryjnych w typie Galaktotrophusa; wyobrażenia plasują się w ramach lokalnej tradycji ikonograficznej związanej z nubijskim, królewskim systemem dziedziczenia tronu (tron dziedziczył syn siostry panującego króla; to właśnie siostra panującego jako matka przyszłego następcy tronu nazywana była matką królewską)
- Przedstawienia biskupów[14] – wizerunki prezentowane przede wszystkim w diakonikonie, ale też południowo-wschodniej i zachodniej części naosu;
- Przedstawienia świętych:
  - Przedstawienia apostołów
  - Przedstawienia męczenników
  - Przedstawienia świętych wojowników – wizerunki wraz z personifikacjami zła, np. gadami pod stopami, wojownicy przedstawiani byli z atrybutami rangi w społeczeństwie (włócznie), charakteryzował ich brak nimbów, część z nich ukazana była na koniach (m.in. Faras, Abd-el Gadir, Abdallah Nirqi)
  - Przedstawienia świętych anachoretów – wizerunki ojców monastycyzmu, których można rozpoznać po charakterystycznych atrybutach takich jak butla pielgrzymia, sakwa i powróz; często w przedstawieniach pojawiają się elementy pejzażowe
  - Przedstawienia świętych kobiet
- Sceny opłakiwania zmarłego – unikatowe przykłady przedstawienia zostały znalezione na stanowisku w Dongoli[15]; w obydwu scenach zmarły leży na marach (nagi lub ubrany), a nad nim pochylają się aniołowie. Sceny są inspirowane ikonografią Zaśnięcia Marii popularną w sztuce bizantyjskiej od XI wieku[16]

## Forma artystyczna

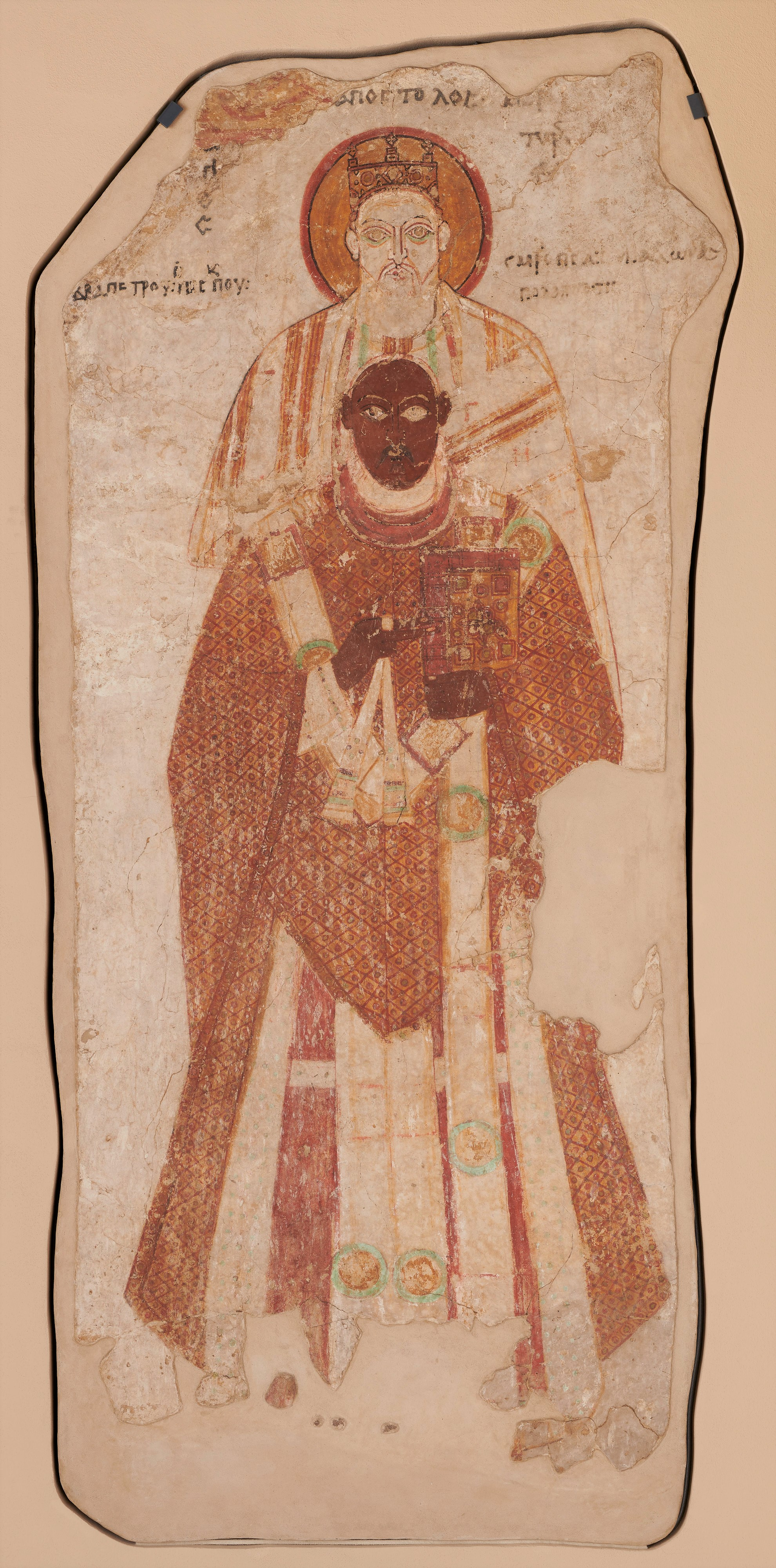
Malowidło przedstawiające biskupa Petrosa w typowej dla malarstwa nubijskiego scenie protekcji

Wiedza na temat malarstwa nubijskiego jest ograniczona ze względu na stan zachowania obiektów. Malarstwo nubijskie okresu chrześcijańskiego charakteryzuje prosta, surowa, geometryczna forma. Figury prezentowane są w hieratycznych, sztywnych, frontalnych postawach. Postacie mają schematycznie namalowane symetryczne twarze z nienaturalnie powiększonymi oczami, nosami i uszami. Z reguły występują na gładkim, prostym tle, unikając efektu horror vacui. Sporadycznie tylko tło jest wzbogacone o fragmenty krajobrazu czy elementy architektury. Malarstwo nubijskie tego okresu cechuje obecność wyraźnego, odcinającego się konturu, aplikacja płaskich plam barwnych, pozbawienie scen modelunku plastycznego wpływającego na wrażenie trójwymiarowości. Stan zachowania obiektów wskazuje na ubogą paletę barwną, mało zróżnicowaną także w obrębie koloru, dominują barwy ziemi, rzadziej biel czy fiolet, sporadycznie pojawiają się odcienie zieleni. Ze względu na ograniczoną wiedzę, zdeterminowaną przez stan zachowania obiektów, nie można stwierdzić, czy gama barwna nie była szersza.
Forma o bezczasowym charakterze, jednoznaczna narzuca bezpośrednią komunikację treści religijnych przy zachowaniu oszczędnych środków wyrazu. Niezależnie od różnic między fazami chrześcijańskiego malarstwa nubijskiego występują generalne cechy formalne, które pozwoliły na zachowanie bizantyjskiej konwencji przedstawieniowej przy lokalnym charakterze przedstawień.

## Artyści
Tożsamość artystów nie jest znana. Sztuka nubijska, podobnie jak bizantyjska, była kolektywna i anonimowa. Prawdopodobnie we wczesnym okresie rozwoju malarstwa byli to egipscy mnisi-malarze. Zapewne potem udało się wykształcić nubijskich, lokalnych twórców, którzy założyli własne warsztaty.

## Dalsza literatura
- Dictionary of African Christian Biography
- T. Dobrzeniecki, Maiestas Domini w zabytkach polskich i obcych z Polską związanych, „Rocznik Muzeum Narodowego w Warszawie” XVIII, 1974
- W. Godlewski, The Early Period of Nubian Art. Middle of 6th – Beginning of 9th Centuries [w:] Études nubiennes. Actes du VII Congrès International d’Études Nubiennes 3–8 septembre 1990, Genève, 1992, s. 277–305
- W. Godlewski, Late Period in Nubian Art – from the Middle of 13th to the End of 14th Centuries [w:] Sudan Past and Present, Der Sudan in Vergangenheit und Gegenwart, red. R. Gundlach, M. Kropp, A. Leibundgut, Frankfurt am Main, 1995, s. 37–63
- W. Godlewski, The Churches of Dongola, Their Origin and Importance in the General Line of Development of Church Architecture in Makuria [w:] Acta Nubica. Proceedings of the X International Conference of Nubian Studies, Rome, 9–14 September 2002, Rome, 2006, s. 263-286
- S. Jakobielski, Chrześcijaństwo nubijskie w świetle najnowszych badań [w:] A. S. Atiya, Historia Kościołów Wschodnich, przekład zbiorowy, Warszawa 1978 [Wstęp, rozdziały I–VII, XXVII i Epilog przełożył Stefan Jakobielski]
- S. Jakobielski, Portraits of the Bishops of Faras [w:] Nubian Studies, Proceedings of the Symposium for Nubian Studies, Selwyn College, Cambridge, 1978, red. J. M. Plumley, Warminster 1982, s. 127–133.
- S. Jakobielski, Remarques sur la chronologie des peintures murales de Faras aux VIIIe et IXe siècles [w:] Nubia Christiana I, red. S. Jakobielski, Warszawa 1982, s. 142–172
- M. Martens-Czarnecka, Malowidła z Dongoli [w:] Polskie wykopaliska w Starej Dongoli: 45 lat współpracy archeologicznej z Sudanem, tekst Stefan Jakobielski, Małgorzata Martens-Czarnecka, tł. jęz. ang. Barbara Gostyńska, Wiesław Piątkiewicz, tł. jęz. arab. Mahmud El. Tayeb, Warszawa: Muzeum Narodowe 2006
- M. Martens-Czarnecka, Caractéristiques du style «violet» dans la peinture à Dongola, „Études et Travaux” XIV, 1990, s. 223–237
- M. Martens-Czarnecka, Wall Paintings discovered in Old Dongola [w:] Dongola-Studien. 35 Jahre polnischer Forschungen im Zentrum des makuritischen Reiches, red. S. Jakobielski, P.O.Scholz, Warszawa 2001, s. 253–284
- M. Martens-Czarnecka, The Wall Paintings from the Monastery on Kom H in Dongola, „Nubia III”, Dongola 3, Warsaw 2012
- B. Mierzejewska, A. Sulikowska, Galeria Faras im. profesora Kazimierza Michałowskiego. Przewodnik, Warszawa 2014
- Nubian Voices. Studies in Christian Nubian Culture, red. A. Łajtar, J. van der Vliet, Warsaw 2011
- D. Zielińska, The painted decoration of the church at Sonqi Tino in the context of the iconographical program of Nubian churches, „Scienze dell’Antichita” 18, 2012, s. 593–599
- D. Zielińska, The Iconographical Program in Nubian Churches: Progress Report Based on a New Reconstruction Project [w:] Between the Cataracts, Proceedings of the 11th Conference for Nubian Studies (Warsaw University 2006), Part Two, fasc. 2 (PAM, Supplement Series, 2.2/2), Warsaw 2010, s. 643–651.